# No One's Gonna Change Our World
No One's Gonna Change Our World es un álbum de caridad lanzado en el Reino Unido el 12 de diciembre de 1969 para beneficio de la organización conservacionista World Wildlife Fund. 
La compilación fue elaborada por el comediante y poeta irlandés Spike Milligan. Contaba en la contraportada con notas del príncipe Felipe, Duque de Edimburgo, y del propio Spike Milligan. El álbum es ampliamente conocido por los fanes de The Beatles debido a que contiene la primera versión de la canción «Across the Universe» - el título del álbum viene, de hecho, de una línea de esta canción, «Nothing's Gonna Change My World». 
El álbum fue lanzado por EMI en la etiqueta Regal Starline con número de catálogo SRS 5013 en sonido estéreo. Algunos artistas aparecieron en él con el permiso de sus respectivas compañías discográficas, como Philips o Polydor.

## Portada
El diseño de la portada fue realizado por el artista Michael Grimshaw, que mostraba dibujados a todos los cantantes intervinientes en el álbum, y en el que predominaba también en primer plano una ilustración de un panda, internacionalmente conocido como el símbolo del WWF.
La fotografía del Duque de Edimburgo en la contraportada estaba acreditada a Norman Parkinson.

## Lista de canciones
| Cara 1 |                                                      |                  |          |  |
| N.º    | Título                                               | Interpretado por | Duración |  |
| 1.     | «Across the Universe» (Lennon-McCartney)             | The Beatles      | 3:44     |  |
| 2.     | «What the World Needs Now is Love» (Bacharach-David) | Cilla Black      | 3:06     |  |
| 3.     | «Cuddly Old Koala» (Harris)                          | Rolf Harris      | 1:31     |  |
| 4.     | «Wings» (A. Clarke-G. Nash)                          | The Hollies      | 2:55     |  |
| 5.     | «Ning Nang Nong» (Milligan-Edgington)                | Spike Milligan   | 1:31     |  |
| 6.     | «The Python» (Milligan)                              | Spike Milligan   | 1:28     |  |
| 14:15  |                                                      |                  |          |  |

| Cara 2 |                                                   |                                    |          |  |
| N.º    | Título                                            | Interpretado por                   | Duración |  |
| 1.     | «Marley Purt Drive» (B. R. & M. Gibb)             | The Bee Gees                       | 4:21     |  |
| 2.     | «I'm a Tiger» (R. Scott-M. Wilde)                 | Lulu                               | 2:46     |  |
| 3.     | «Bend It» (Howard-Blaikley)                       | Dave Dee, Dozy, Beaky, Mick & Tich | 2:28     |  |
| 4.     | «In the Country» (Marvin-Welch-Rostill-Bennett)   | Cliff Richard & The Shadows        | 2:42     |  |
| 5.     | «When I See an Elephant Fly» (Wallace-Washington) | Bruce Forsyth                      | 2:52     |  |
| 6.     | «Land of My Fathers» (Alaw-James)                 | Harry Secombe                      | 2:40     |  |
| 17:49  |                                                   |                                    |          |  |

- Todas las canciones son de 1969, excepto cara 1 (2) 1968, y (3) 1966; y cara 2 (2) 1968, (3) 1966, (4) 1967, (5) 1960, y (6) 1958